# هامش صافي الربح

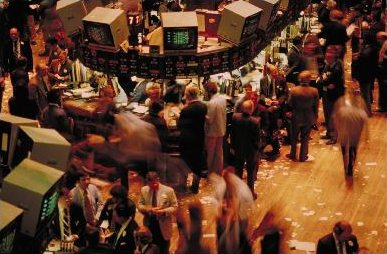

هامش صافي الربح هو نسبة إجمالي إيرادات المبيعات بعد خصم النفقات والتكاليف.
يتم حسابه عن طريق قسمة الربح الصافي(أو الخسارة) على صافي إيرادات المبيعات
{\displaystyle \mathrm {Net\ margin} ={\frac {\mathrm {Net\ income\ (or\ loss)} }{\mathrm {Net\ sales\ revenue\ } }}\times 100\%}
الهامش الصافي يلخص مدى نجاح الشركة في تحصيل الربح مقابل كل دولار. فعلى سبيل المثال، إذا كانت شركة ربحها الصافي يمثل 32% فإن ذلك يعني انها حققت ربح بما يعادل 0.32 لكل دولار من المبيعات.
- كما أن هامش صافي الربح يعد دلالة على مدى قدرة المنشآة للتحكم والسيطرة على تكاليفها، بالإضافة إلى أنه وسيلة جيدة للمقارنة بين المنشآت المتخصصة بنفس الصناعة أو في صناعات مختلفة لمعرفة أي مجال هو مربح أكثر

- أعلى نسبة تشير إلى الشركة الأكثر ربحية، والتي لها سيطرة أفضل على التكاليف بالمقارنة مع الشركات المنافسة الأخرى.

كما يأخذ الهامش الصافي في الحسبان العديد من النفقات غير التشغيلية مثل الفوائد والتعويضات المالية.
مثال: إذا كان الدخل الصافي لشركة 500,000$ وإيرادات المبيعات 2,000,000 فإن هامش صافي الربح يعادل 25% (500,000/2,000,000 × 100%) وذلك يعني انها حققت ربحاً صافياً مقداره 0.25 مقابل كل دولار من المبيعات.